# Coppa delle Nazioni di ciclismo su pista 2024
La Coppa delle Nazioni di ciclismo su pista 2024 (chiamata anche 2024 Tissot UCI Track Nations Cup per motivi di sponsorizzazione) è stato un torneo per nazioni comprendente diverse competizioni di ciclismo su pista che ha preso avvio il 2 febbraio 2024 e si è concluso il 14 aprile 2024. La competizione è stata organizzata dalla UCI.

## Calendario
La Nations Cup ha visto l'organizzazione di tre eventi.
| Città     | Impianto                        | Data         |
| --------- | ------------------------------- | ------------ |
| Adelaide  | Adelaide Super-Drome            | 2-4 febbraio |
| Hong Kong |                                 | 15-17 marzo  |
| Milton    | Mattamy National Cycling Centre | 12-14 aprile |

## Risultati

### Uomini

#### Adelaide
| Data         | Gara                   | Oro                                                                                             | Argento                                                                                    | Bronzo                                                                                | Report |
| 2 febbraio   | Corsa a eliminazione   | Dylan Bibic                                                                                     | Blake Agnoletto                                                                            | Grant Koontz                                                                          | Report |
| 2 febbraio   | Velocità a squadre     | Australia Matthew Glaetzer Leigh Hoffman Matthew Richardson Thomas Cornish 42.154               | Giappone Yoshitaku Nagasako Yuta Obara Kaiya Ota 42.750                                    | Gran Bretagna Jack Carlin Ed Lowe Hamish Turnbull 42.915                              | Report |
| 2 febbraio   | Inseguimento a squadre | Gran Bretagna Josh Tarling William Tidball Rhys Britton Charlie Tanfield Josh Charlton 3:48:469 | Australia Conor Leahy James Moriarty Kelland O'Brien Sam Welsford Blake Agnoletto 3:49.876 | Italia Francesco Lamon Elia Viviani Davide Boscaro Filippo Ganna Manlio Moro 3:49.825 | Report |
| 3 febbraio   | Keirin                 | Azizulhasni Awang                                                                               | Shinji Nakano                                                                              | Kaiya Ota (Team Rakuten K Dreams)                                                     | Report |
| 4 febbraio   | Velocità               | Kaiya Ota (Team Rakuten K Dreams) +0.086/9.764/10.277                                           | Matthew Richardson 9.814/+0.030/+0.036                                                     | Matthew Glaetzer                                                                      | Report |
| 4 febbraio   | Madison                | Nuova Zelanda Aaron Gate / Campbell Stewart 73 punti                                            | Germania Roger Kluge / Theo Reinhardt 55 punti                                             | Gran Bretagna Josh Tarling / Oliver Wood 52 punti                                     | Report |
| 2-4 febbraio | Omnium                 | Dylan Bibic 104 punti                                                                           | Elia Viviani 104 punti                                                                     | Lindsay De Vylder 101 punti                                                           | Report |

#### Hong Kong
| Data        | Gara                   | Oro                                                                               | Argento                                                                | Bronzo                                                                               | Report |
| 15 marzo    | Corsa a eliminazione   | William Perrett                                                                   | Jules Hesters                                                          | Graeme Frislie                                                                       | Report |
| 15 marzo    | Velocità a squadre     | Australia Thomas Cornish Leigh Hoffman Matthew Richardson Matthew Glaetzer 42.274 | Giappone Yoshitaku Nagasako Yuta Obara Kaiya Ota 42.950                | Cina Shuai Guo Qi Liu Yo Zhou 42.795                                                 | Report |
| 15 marzo    | Inseguimento a squadre | Danimarca Tobias Hansen Robin Skivild Lasse Norman Leth Frederik Madsen           | Giappone Naoki Kojima Eiya Hashimoto Kazushige Kuboki Shoi Matsuda OVL | Nuova Zelanda Campbell Stewart Thomas Sexton Keegan Hornblow George Jackson 3:51.664 | Report |
| 16 marzo    | Keirin                 | Kaiya Ota (Team Rakuten K Dreams)                                                 | Matthew Glaetzer                                                       | Sam Dakin                                                                            | Report |
| 17 marzo    | Velocità               | Kaiya Ota (Team Rakuten K Dreams) +0.011/9.776/9.961                              | Matthew Richardson 9.867/+0.001/+0.012                                 | Nicholas Paul                                                                        | Report |
| 17 febbraio | Madison                | Nuova Zelanda Aaron Gate / Campbell Stewart 45 punti                              | Spagna Sebastián Mora / Albert Torres 35 punti                         | Giappone Eiya Hashimoto / Kazushige Kuboki 35 punti                                  | Report |
| 15-17 marzo | Omnium                 | Aaron Gate 144 punti                                                              | Oscar Nilsson-Julien 143 punti                                         | Naoki Kojima 133 punti                                                               | Report |

#### Milton
| Data         | Gara                   | Oro                                                                                | Argento                                                                                   | Bronzo                                                                                   |        |
| 12 aprile    | Corsa a eliminazione   | Dylan Bibic                                                                        | Shunsuke Imamura                                                                          | Mark Stewart                                                                             | Report |
| 12 aprile    | Velocità a squadre     | Paesi Bassi Jeffrey Hoogland Harrie Lavreysen Roy van den Berg 41.860              | Gran Bretagna Jack Carlin Ed Lowe Hamish Turnbull 42.712                                  | Canada Ryan Dodyk James Hedgcock Tyler Rorke 43.411                                      | Report |
| 12 aprile    | Inseguimento a squadre | Gran Bretagna Ethan Hayter Daniel Bigham Ethan Vernon Oliver Wood Charlie Tanfield | Belgio Tuur Dens Thibaut Bernard Yoran van Gucht Noah Vandenbranden Lindsay De Vylder OVL | Francia Thomas Boudat Thomas Denis Corentin Ermenault Valentin Tabellion Benjamin Thomas | Report |
| 13 aprile    | Keirin                 | Harrie Lavreysen                                                                   | Jeffrey Hoogland                                                                          | Jack Carlin                                                                              | Report |
| 14 aprile    | Velocità               | Harrie Lavreysen 9.920/9.925                                                       | Jair Tjon En Fa +0.031/+0.138                                                             | Nicholas Paul 9.762/9.889                                                                | Report |
| 14 aprile    | Madison                | Belgio Lindsay De Vylder / Robbe Ghys 67 punti                                     | Paesi Bassi Yanne Dorenbos / Jan-Willem van Schip 50 punti                                | Portogallo Ivo Oliveira / Iúri Leitão 46 punti                                           | Report |
| 12-14 aprile | Omnium                 | Ethan Hayter 163 punti                                                             | Kazushige Kuboki 150 punti                                                                | Benjamin Thomas 143 punti                                                                | Report |

### Donne

#### Adelaide
| Data         | Gara                   | Oro                                                                                                   | Argento                                                                                    | Bronzo                                                                                    | Report |
| 2 febbraio   | Corsa a eliminazione   | Ally Wollaston                                                                                        | Jennifer Valente                                                                           | Jess Roberts                                                                              | Report |
| 2 febbraio   | Velocità a squadre     | Gran Bretagna Sophie Capewell Emma Finucane Katy Marchant Lauren Bell 46.023                          | Cina Shanju Bao Yufang Guo Liying Yuan Yulu Jiang 1:15.149                                 | Nuova Zelanda Ellesse Andrews Shaane Fulton Rebecca Petch Olivia King 47.390              | Report |
| 2 febbraio   | Inseguimento a squadre | Nuova Zelanda Bryony Botha Ally Wollaston Samantha Donnelly Emily Shearman Michaela Drummond 4:10.229 | Gran Bretagna Katie Archibald Elinor Barker Josie Knight Anna Morris Megan Barker 4:10.578 | Australia Georgia Baker Alexandra Manly Sophie Edwards Chloe Moran Maeve Plouffe 4:14.565 | Report |
| 3 febbraio   | Velocità               | Emma Hinze +0.037/11.115/11.177                                                                       | Mina Satō (Team Rakuten K Dreams) 11.100/+0.093/+0.005                                     | Mathilde Gros                                                                             | Report |
| 3 febbraio   | Madison                | Gran Bretagna Katie Archibald / Elinor Barker 27 punti                                                | Australia Georgia Baker / Alexandra Manly 32 punti                                         | Stati Uniti Jennifer Valente / Lily Williams 23 punti                                     | Report |
| 4 febbraio   | Keirin                 | Mina Satō (Team Rakuten K Dreams)                                                                     | Katy Marchant (Team Inspired)                                                              | Lauriane Genest                                                                           | Report |
| 2-4 febbraio | Omnium                 | Ally Wollaston 134 punti                                                                              | Katie Archibald 125 punti                                                                  | Jennifer Valente 100 punti                                                                | Report |

#### Hong Kong
| Data        | Gara                   | Oro                                                                        | Argento                                                          | Bronzo                                                                  | Report |
| 15 marzo    | Corsa a eliminazione   | Yūmi Kajihara                                                              | Anita Stenberg                                                   | Yareli Acevedo                                                          | Report |
| 15 marzo    | Velocità a squadre     | Gran Bretagna Sophie Capewell Emma Finucane Katy Marchant 46.092           | Germania Lea Friedrich Pauline Grabosch Emma Hinze 46.349        | Cina Shanju Bao Yufang Guo Liying Yuan 46.728                           | Report |
| 15 marzo    | Inseguimento a squadre | Nuova Zelanda Bryony Botha Emily Shearman Samantha Donnelly Nicole Shields | Irlanda Lara Gillespie Mia Griffin Kelly Murphy Alice Sharpe OVL | Giappone Mizuki Ikeda Yūmi Kajihara Maho Kakita Tsuyaka Uchino 4:17.947 | Report |
| 16 marzo    | Velocità               | Emma Finucane 11.011/10.904                                                | Mathilde Gros +0.282/+0.187                                      | Lea Friedrich 11.118/11.188                                             | Report |
| 16 febbraio | Madison                | Giappone (Team Rakuten K Dreams) Maho Kakita / Tsuyaka Uchino 54 punti     | Nuova Zelanda Bryony Botha / Emily Shearman 53 punti             | Paesi Bassi Marit Raaijmakers / Lisa van Belle 49 punti                 | Report |
| 17 marzo    | Keirin                 | Emma Finucane                                                              | Emma Hinze                                                       | Alina Lysenko                                                           | Report |
| 15-17 marzo | Omnium                 | Yūmi Kajihara 124 punti                                                    | Tsuyaka Uchino (Team Rakuten K Dreams) 113 punti                 | Lara Gillespie 108 punti                                                | Report |

#### Milton
| Data         | Gara                   | Oro                                                                                       | Argento                                                                                        | Bronzo                                                                     |        |
| 12 aprile    | Corsa a eliminazione   | Jennifer Valente                                                                          | Letizia Paternoster                                                                            | Anita Stenberg                                                             | Report |
| 12 aprile    | Velocità a squadre     | Paesi Bassi Kyra Lamberink Hetty van de Wouw Steffie van der Peet 46.265                  | Messico Daniela Gaxiola Jessica Salazar Yuli Verdugo 46.818                                    | Polonia Marlena Karwacka Urszula Łoś Nikola Sibiak 47.387                  | Report |
| 12 aprile    | Inseguimento a squadre | Gran Bretagna Katie Archibald Jess Roberts Josie Knight Anna Morris Megan Barker 4:16.601 | Italia Elisa Balsamo Chiara Consonni Martina Alzini Vittoria Guazzini Martina Fidanza 4:13.511 | Francia Clara Copponi Valentine Fortin Marion Borras Marie Le Net 4:10.272 | Report |
| 13 aprile    | Velocità               | Mathilde Gros 10.907/10.964                                                               | Ellesse Andrews +1.174/+0.228                                                                  | Daniela Gaxiola 11.424/11.359                                              | Report |
| 13 aprile    | Madison                | Gran Bretagna Katie Archibald / Neah Evans 37 punti                                       | Francia Valentine Fortin / Marion Borras 25 punti                                              | Stati Uniti Jennifer Valente / Lily Williams 19 punti                      | Report |
| 14 aprile    | Keirin                 | Ellesse Andrews                                                                           | Steffie van der Peet                                                                           | Lauriane Genest                                                            | Report |
| 12-14 aprile | Omnium                 | Katie Archibald 131 punti                                                                 | Letizia Paternoster 111 punti                                                                  | Jennifer Valente 107 punti                                                 | Report |

## Classifiche

### Classifica a squadre
La seguente classifica tiene conto dei punteggi ottenuti da ogni singolo ciclista di ogni squadra in ognuno dei tre eventi della Nations Cup.
| Pos. | Squadra       | Australia (bandiera) | Hong Kong (bandiera) | Canada (bandiera) | Punti totali |
| ---- | ------------- | -------------------- | -------------------- | ----------------- | ------------ |
| 1    | Gran Bretagna | 13009                | 6682                 | 10081             | 29772        |
| 2    | Giappone      | 8416                 | 10297                | 5152              | 23865        |
| 3    | Germania      | 7489                 | 7990                 | 6340              | 21819        |
| 4    | Nuova Zelanda | 9882                 | 9622                 | 1520              | 21024        |
| 5    | Italia        | 6256                 | 6034                 | 8374              | 20664        |
| 6    | Francia       | 2288                 | 6669                 | 11180             | 20137        |
| 7    | Australia     | 11656                | 8424                 | –                 | 20080        |
| 8    | Canada        | 8308                 | 208                  | 11076             | 19592        |
| 9    | Paesi Bassi   | –                    | 5889                 | 11056             | 16945        |
| 10   | Cina          | 5700                 | 6684                 | 3227              | 15611        |

### Uomini

#### Velocità
| Pos. | Nome               | Squadra               | Risultati ottenuti   | Risultati ottenuti   | Risultati ottenuti | Punti totali |
| Pos. | Nome               | Squadra               | Australia (bandiera) | Hong Kong (bandiera) | Canada (bandiera)  | Punti totali |
| ---- | ------------------ | --------------------- | -------------------- | -------------------- | ------------------ | ------------ |
| 1    | Kaiya Ota          | Team Rakuten K Dreams | 1                    | 1                    | -                  | 1600         |
| 2    | Matthew Richardson | Australia             | 2                    | 2                    | -                  | 1440         |
| 3    | Vasilijus Lendel   | Lituania              | 10                   | 5                    | 7                  | 1400         |
| 4    | Nicholas Paul      | Trinidad e Tobago     | -                    | 3                    | 3                  | 1280         |
| 5    | Harrie Lavreysen   | Paesi Bassi           | -                    | 9                    | 1                  | 1200         |

#### Keirin
| Pos. | Nome               | Squadra               | Risultati ottenuti   | Risultati ottenuti   | Risultati ottenuti | Punti totali |
| Pos. | Nome               | Squadra               | Australia (bandiera) | Hong Kong (bandiera) | Canada (bandiera)  | Punti totali |
| ---- | ------------------ | --------------------- | -------------------- | -------------------- | ------------------ | ------------ |
| 1    | Kaiya Ota          | Team Rakuten K Dreams | 3                    | 1                    | -                  | 1440         |
| 2    | Jack Carlin        | Gran Bretagna         | 4                    | -                    | 3                  | 1240         |
| 3    | Jeffrey Hoogland   | Paesi Bassi           | -                    | 10                   | 2                  | 1080         |
| 4    | Matthew Glaetzer   | Australia             | 10                   | 2                    | -                  | 1080         |
| 5    | Matthew Richardson | Australia             | 5                    | 6                    | -                  | 1080         |

#### Omnium
| Pos. | Nome             | Squadra       | Risultati ottenuti   | Risultati ottenuti   | Risultati ottenuti | Punti totali |
| Pos. | Nome             | Squadra       | Australia (bandiera) | Hong Kong (bandiera) | Canada (bandiera)  | Punti totali |
| ---- | ---------------- | ------------- | -------------------- | -------------------- | ------------------ | ------------ |
| 1    | Dylan Bibic      | Canada        | 1                    | -                    | 4                  | 1400         |
| 2    | Aaron Gate       | Nuova Zelanda | 4                    | 1                    | -                  | 1400         |
| 3    | Kazushige Kuboki | Giappone      | 5                    | -                    | 2                  | 1280         |
| 4    | Tim Wafler       | Austria       | 8                    | 12                   | 6                  | 1264         |
| 5    | Iúri Leitão      | Portogallo    | -                    | 6                    | 5                  | 1080         |

#### Corsa a eliminazione
| Pos. | Nome                | Squadra                  | Risultati ottenuti   | Risultati ottenuti   | Risultati ottenuti | Punti totali |
| Pos. | Nome                | Squadra                  | Australia (bandiera) | Hong Kong (bandiera) | Canada (bandiera)  | Punti totali |
| ---- | ------------------- | ------------------------ | -------------------- | -------------------- | ------------------ | ------------ |
| 1    | Dylan Bibic         | Canada                   | 1                    | -                    | 1                  | 1600         |
| 2    | Shunsuke Imamura    | Team Bridgestone Cycling | -                    | 4                    | 2                  | 1320         |
| 3    | Michele Scartezzini | Italia                   | 4                    | 8                    | -                  | 1040         |
| 4    | Erik Martorell      | Spagna                   | -                    | 9                    | 4                  | 1000         |
| 5    | Grant Koontz        | Stati Uniti              | 3                    | 11                   | -                  | 968          |

#### Inseguimento a squadre
| Pos. | Squadra       | Risultati ottenuti   | Risultati ottenuti   | Risultati ottenuti | Punti totali |
| Pos. | Squadra       | Australia (bandiera) | Hong Kong (bandiera) | Canada (bandiera)  | Punti totali |
| ---- | ------------- | -------------------- | -------------------- | ------------------ | ------------ |
| 1    | Gran Bretagna | 1                    | 6                    | 1                  | 4240         |
| 2    | Giappone      | 5                    | 2                    | 4                  | 3760         |
| 3    | Italia        | 3                    | 7                    | 5                  | 3360         |
| 4    | Belgio        | 9                    | 10                   | 2                  | 3040         |
| 5    | Australia     | 2                    | 4                    | -                  | 2640         |

#### Velocità a squadre
| Pos. | Squadra       | Risultati ottenuti   | Risultati ottenuti   | Risultati ottenuti | Punti totali |
| Pos. | Squadra       | Australia (bandiera) | Hong Kong (bandiera) | Canada (bandiera)  | Punti totali |
| ---- | ------------- | -------------------- | -------------------- | ------------------ | ------------ |
| 1    | Gran Bretagna | 3                    | 6                    | 2                  | 2880         |
| 2    | Cina          | 4                    | 3                    | 7                  | 2580         |
| 3    | Australia     | 1                    | 1                    | -                  | 2400         |
| 4    | Germania      | 5                    | 7                    | 9                  | 2220         |
| 5    | Giappone      | 2                    | 2                    | -                  | 2160         |

#### Madison
| Pos. | Squadra       | Risultati ottenuti   | Risultati ottenuti   | Risultati ottenuti | Punti totali |
| Pos. | Squadra       | Australia (bandiera) | Hong Kong (bandiera) | Canada (bandiera)  | Punti totali |
| ---- | ------------- | -------------------- | -------------------- | ------------------ | ------------ |
| 1    | Portogallo    | 4                    | 4                    | 3                  | 3680         |
| 2    | Giappone      | 5                    | 3                    | 6                  | 3440         |
| 3    | Nuova Zelanda | 1                    | 1                    | -                  | 3200         |
| 4    | Germania      | 2                    | 5                    | 13                 | 3120         |
| 5    | Belgio        | 15                   | 15                   | 1                  | 2528         |

### Donne

#### Velocità
| Pos. | Nome            | Squadra               | Risultati ottenuti   | Risultati ottenuti   | Risultati ottenuti | Punti totali |
| Pos. | Nome            | Squadra               | Australia (bandiera) | Hong Kong (bandiera) | Canada (bandiera)  | Punti totali |
| ---- | --------------- | --------------------- | -------------------- | -------------------- | ------------------ | ------------ |
| 1    | Mathilde Gros   | Francia               | 3                    | 2                    | 1                  | 2160         |
| 2    | Emma Finucane   | Gran Bretagna         | 5                    | 1                    | -                  | 1360         |
| 3    | Emma Hinze      | Germania              | 1                    | 6                    | -                  | 1320         |
| 4    | Ellesse Andrews | Nuova Zelanda         | 4                    | -                    | 2                  | 1320         |
| 5    | Mina Satō       | Team Rakuten K Dreams | 2                    | 7                    | -                  | 1200         |

#### Keirin
| Pos. | Nome            | Squadra               | Risultati ottenuti   | Risultati ottenuti   | Risultati ottenuti | Punti totali |
| Pos. | Nome            | Squadra               | Australia (bandiera) | Hong Kong (bandiera) | Canada (bandiera)  | Punti totali |
| ---- | --------------- | --------------------- | -------------------- | -------------------- | ------------------ | ------------ |
| 1    | Mathilde Gros   | Francia               | 7                    | 6                    | 6                  | 1520         |
| 2    | Emma Finucane   | Gran Bretagna         | 4                    | 1                    | -                  | 1400         |
| 3    | Mina Satō       | Team Rakuten K Dreams | 1                    | 5                    | -                  | 1360         |
| 4    | Lauriane Genest | Canada                | 3                    | -                    | 3                  | 1280         |
| 5    | Lijuan Wang     | Cina                  | -                    | 7                    | 11                 | 1088         |

#### Omnium
| Pos. | Nome             | Squadra               | Risultati ottenuti   | Risultati ottenuti   | Risultati ottenuti | Punti totali |
| Pos. | Nome             | Squadra               | Australia (bandiera) | Hong Kong (bandiera) | Canada (bandiera)  | Punti totali |
| ---- | ---------------- | --------------------- | -------------------- | -------------------- | ------------------ | ------------ |
| 1    | Katie Archibald  | Gran Bretagna         | 2                    | -                    | 1                  | 1520         |
| 2    | Tsuyaka Uchino   | Team Rakuten K Dreams | 11                   | 2                    | 10                 | 1408         |
| 3    | Yūmi Kajihara    | Giappone              | 7                    | 1                    | -                  | 1240         |
| 4    | Jennifer Valente | Stati Uniti           | 3                    | -                    | 3                  | 1240         |
| 5    | Jiali Liu        | Cina                  | 5                    | 6                    | 18                 | 1120         |

#### Corsa a eliminazione
| Pos. | Nome              | Squadra     | Risultati ottenuti   | Risultati ottenuti   | Risultati ottenuti | Punti totali |
| Pos. | Nome              | Squadra     | Australia (bandiera) | Hong Kong (bandiera) | Canada (bandiera)  | Punti totali |
| ---- | ----------------- | ----------- | -------------------- | -------------------- | ------------------ | ------------ |
| 1    | Anita Stenberg    | Norvegia    | 14                   | 2                    | 3                  | 1616         |
| 2    | Jennifer Valente  | Stati Uniti | 2                    | -                    | 1                  | 1520         |
| 3    | Laura Cordero     | Spagna      | 12                   | 6                    | 6                  | 1320         |
| 4    | Maja Tracka       | Polonia     | 4                    | -                    | 7                  | 1080         |
| 5    | Olivija Baleišytė | Lituania    | 7                    | 4                    | -                  | 1080         |

#### Inseguimento a squadre
| Pos. | Squadra       | Risultati ottenuti   | Risultati ottenuti   | Risultati ottenuti | Punti totali |
| Pos. | Squadra       | Australia (bandiera) | Hong Kong (bandiera) | Canada (bandiera)  | Punti totali |
| ---- | ------------- | -------------------- | -------------------- | ------------------ | ------------ |
| 1    | Nuova Zelanda | 1                    | 1                    | -                  | 3200         |
| 2    | Cina          | 7                    | 4                    | 7                  | 3120         |
| 3    | Gran Bretagna | 2                    | -                    | 1                  | 3040         |
| 4    | Giappone      | 9                    | 3                    | 8                  | 3040         |
| 5    | Italia        | -                    | 7                    | 2                  | 2480         |

#### Velocità a squadre
| Pos. | Squadra       | Risultati ottenuti   | Risultati ottenuti   | Risultati ottenuti | Punti totali |
| Pos. | Squadra       | Australia (bandiera) | Hong Kong (bandiera) | Canada (bandiera)  | Punti totali |
| ---- | ------------- | -------------------- | -------------------- | ------------------ | ------------ |
| 1    | Polonia       | 4                    | 5                    | 3                  | 2700         |
| 2    | Messico       | 8                    | 8                    | 2                  | 2460         |
| 3    | Gran Bretagna | 1                    | 1                    | -                  | 2400         |
| 4    | Francia       | 5                    | 7                    | 6                  | 2340         |
| 5    | Paesi Bassi   | -                    | 4                    | 1                  | 2100         |

#### Madison
| Pos. | Squadra               | Risultati ottenuti   | Risultati ottenuti   | Risultati ottenuti | Punti totali |
| Pos. | Squadra               | Australia (bandiera) | Hong Kong (bandiera) | Canada (bandiera)  | Punti totali |
| ---- | --------------------- | -------------------- | -------------------- | ------------------ | ------------ |
| 1    | Italia                | 6                    | 6                    | 4                  | 3280         |
| 2    | Gran Bretagna         | 1                    | -                    | 1                  | 3200         |
| 3    | Svizzera              | 8                    | 4                    | 7                  | 3040         |
| 4    | Team Rakuten K Dreams | -                    | 1                    | 5                  | 3040         |
| 5    | Nuova Zelanda         | 5                    | 2                    | -                  | 2560         |

## Medagliere
| Pos.   | Squadra                 | Oro | Argento | Bronzo | Totale |
| ------ | ----------------------- | --- | ------- | ------ | ------ |
| 1      | Gran Bretagna           | 12  | 3       | 5      | 20     |
| 2      | Nuova Zelanda           | 8   | 2       | 3      | 13     |
| 3      | Team Rakuten K Dreams   | 5   | 2       | 1      | 8      |
| 4      | Paesi Bassi             | 4   | 3       | 1      | 8      |
| 5      | Canada                  | 3   | 0       | 3      | 6      |
| 6      | Australia               | 2   | 6       | 3      | 11     |
| 7      | Giappone                | 2   | 6       | 2      | 10     |
| 8      | Francia                 | 1   | 3       | 4      | 10     |
| 9      | Germania                | 1   | 3       | 1      | 5      |
| 10     | Belgio                  | 1   | 2       | 1      | 4      |
| 11     | Stati Uniti             | 1   | 1       | 5      | 7      |
| 12     | Danimarca               | 1   | 0       | 0      | 1      |
| 12     | Malaysia                | 1   | 0       | 0      | 1      |
| 14     | Italia                  | 0   | 4       | 1      | 5      |
| 15     | Cina                    | 0   | 1       | 2      | 3      |
| 15     | Messico                 | 0   | 1       | 2      | 3      |
| 17     | Irlanda                 | 0   | 1       | 1      | 2      |
| 17     | Norvegia                | 0   | 1       | 1      | 2      |
| 19     | Spagna                  | 0   | 1       | 0      | 1      |
| 19     | Suriname                | 0   | 1       | 0      | 1      |
| 19     | Team Inspired           | 0   | 1       | 0      | 1      |
| 22     | Trinidad e Tobago       | 0   | 0       | 2      | 2      |
| 23     | Polonia                 | 0   | 0       | 1      | 1      |
| 23     | Portogallo              | 0   | 0       | 1      | 1      |
| 23     | Team Bridgeston Cycling | 0   | 0       | 1      | 1      |
| –      | Atleti neutrali         | 0   | 0       | 1      | 1      |
| Totale | Totale                  | 42  | 42      | 42     | 126    |